# غير معروف (فلم 2006)
غير معروف (بالإنجليزية: Unknown) هو فيلم غموض إثارة أمريكي صدر عام 2006 من إخراج سيمون براند وكتابة ماثيو وايني. يقوم ببطولته جيم كافيزل، غريغ كينير، جو بانتوليانو، باري بيبر، وجيرمي سيستو كمجموعة من الرجال الذين تم اختطافهم وحبسهم في مصنع دون أن يتذكروا كيف وصلوا إلى هناك، تم عرض الفيلم لأول مرة أمام جمهور في نيويورك في 13 ديسمبر 2005.

## القصة
في مستودع، يستعيد عدد قليل من الرجال وعيهم؛ ليس لديهم أي فكرة عن هوياتهم أو ما حدث لهم. أحدهم مقيد على كرسي، وآخر مكبل اليدين ومصاب بطلق ناري، والثالث أنفه مكسور، والاثنان الآخران، أحدهما يرتدي سترة جينز والآخر قميص مزارع، مصابان أيضاً. يستيقظ الرجل ذو السترة الجينز أولاً. يتأكد من أن الجميع على قيد الحياة، ثم يكتشف أن النوافذ محصنة والباب الوحيد مزود بقفل ميكانيكي. يجد هاتفًا يرن ويلتقطه. يسأل المتصل عما يجري، ويخبره الرجل ذو السترة الجينز أن الجميع بخير. يخبره المتصل أنه سيعود في غضون ساعات قليلة. في مكان آخر، يتم تسليم المال. تم اختطاف ويليام كولز جونيور.
في المستودع، يطلب المقيد أن يتم فك قيده. بينما يستعد الرجل ذو السترة الجينز لفك قيده، يقنعه الرجل ذو قميص المزارع بعدم القيام بذلك، قائلاً له إن المقيد ليس من نفس الجانب، وإلا لما كان مقيدًا. بينما يبحث الرجل ذو السترة الجينز والرجل ذو قميص المزارع عن المفاتيح لتحرير الرجل المكبل اليدين ومعالجة جرحه، يستيقظ الرجل ذو الأنف المكسور ويشتبك معهم. في مكان التسليم، ينقطع الإشارة في حقيبة المال؛ يدخل رجال الشرطة ليجدوا المال مفقودًا.
في المستودع، يجد الرجال جريدة تحتوي على قصة عن اختطاف رجل أعمال ثري يدعى كولز. يشتبه الرجال في أنهم كانوا متورطين في عملية الاختطاف، لكنهم لا يعرفون ما هو دورهم فيها. يبدأون في استرجاع ومضات من الذاكرة.
يتم العثور على مسدس، ويفوز الرجل ذو السترة الجينز بحيازته. تفشل محاولات مختلفة لتحرير أنفسهم، بما في ذلك محاولة جذب الانتباه من خلال ثقب في الجدار وإطلاق النار على نافذة. يقرر الرجال العمل معًا لمواجهة المجرمين الذين سيأتون، حتى يتمكنوا جميعًا من الذهاب في طرقهم المنفصلة.
يتذكر الرجل المكبل حادثة مروعة من طفولته عندما كان يواسيه صديقه. يدعي أن الرجل ذو السترة الجينز هو صديقه، لكن الرجل ذو السترة الجينز لا يمكنه التحقق من ذلك. يموت الرجل المكبل متأثرًا بجروحه.
تجمع الشرطة الأدلة لتحديد هوية الخاطفين. يعرضون صور المشتبه بهم على زوجة كولز، إليزا. الرجل المكبل، والرجل المقيد، والرجل ذو السترة الجينز من بين الصور.
في المستودع، تعود العصابة من عملية استلام المال. يتذكر الرجل المقيد أنه جزء من العصابة ويحاول تحذيرهم من الفخ. في الارتباك، يُطلق عليه النار مع أحد أفراد العصابة. بعد أن يُدفع الرجل ذو قميص المزارع تحت تهديد السلاح، يستسلم الآخرون. يتذكر الرجل ذو السترة الجينز أنه جزء من العصابة، لكنه لا يستطيع تقبل أنه مجرم. يستقبله زعيم العصابة الذي يرتدي حذاء جلد الثعبان ويوبخه على فشل الأمور في المستودع. اندلع شجار بين الخاطفين والضحايا. انسكبت مواد كيميائية أثناء الشجار مما جعل الجميع يفقدون الوعي وأدى إلى فقدان الذاكرة المؤقت. يُكلَّف الرجل ذو السترة الجينز بقتل الرجل ذو قميص المزارع والرجل ذو الأنف المكسور، ويخبرهم أنه يجب عليه قتلهم أو سيتم قتله.
بعد سماع طلقات نارية بالقرب من القبر الذي حفره الرجل المقيد قبل أن يفقد ذاكرته، يسأل زعيم العصابة الرجل ذو السترة الجينز إذا كان ينظر إلى شرطي. هذا يثير ذاكرة أن الرجل ذو السترة الجينز كان شرطيًا يعمل متخفيًا في العصابة. بينما ينظر زعيم العصابة ليرى قبرًا فارغًا، يخرج الرجل ذو الأنف المكسور من الظلال ليهاجم أعضاء العصابة. يُقتل الرجل ذو الأنف المكسور، وكذلك أعضاء العصابة الباقين. ينقذ الرجل ذو قميص المزارع حياة الرجل ذو السترة الجينز بإطلاق النار على زعيم العصابة الذي كان يوجه مسدسه نحو الرجل ذو السترة الجينز. تصل الشرطة إلى الموقع. يتم الثناء على الرجل ذو السترة الجينز لبقائه متخفيًا لفترة طويلة.
يتبين أن الرجل ذو قميص المزارع هو كولز، رجل الأعمال الثري، وعندما يتم معالجة الاثنين، تصل إليزا وتعانق زوجها. ينظر الرجل ذو السترة الجينز إلى الزوجين، وعند رؤية الزوجة، يتذكر أنه كان على علاقة غرامية معها. دبر الرجل ذو السترة الجينز عملية الاختطاف وخطط لأن يصبح ثريًا ويفوز بإليزا. مذعورًا مما فعله، يأخذ أموال الفدية إلى الضباط. يقدم كولز زوجته إلى الرجل ذو السترة الجينز.

## طاقم العمل
- جيم كافيزل في دور ذو السترة الجينز / ميتش فوزنياك
- غريغ كينير في دور ذو الأنف المكسور / ريتشارد مكين
- بريدجيت مويناهان في دور إليزا كولز
- باري بيبر في دور ذو قميص المزارع / ويليام كولز جونيور
- جو بانتوليانو في دور الرجل المقيد / بروكمان
- جيرمي سيستو في دور الرجل المكبل اليدين / بوبي كينكيد
- بيتر ستورمار في دور ذو حذاء جلد الثعبان / ستيفان بوريان
- كريس مولكي في دور المحقق جيمس كيرتس
- كلاين كروفورد في دور المحقق أندرسون
- كيفن تشابمان في دور المحقق مكغاهاي
- مارك بون جونيور في دور الرجل الملتحي / خواريز
- ويلمر كالديرون في دور المحقق مولينا
- ديفيد سيلبي في دور قائد الشرطة باركر
- آدم رودريغيز في دور طبيب المقاطعة
- جيف دانيال فيليبس في دور ذو الصليب الحديدي / راي
- فيكتوريا جاستيس في دور الابنة / إيرين

## الإنتاج
تم تصوير أجزاء من الفيلم في وادي كواتشيلا، كاليفورنيا.

## الاستقبال النقدي
على موقع التقييمات Rotten Tomatoes، أعطى 38% من النقاد الفيلم مراجعات إيجابية، بناءً على 48 مراجعة. على ميتاكريتيك، حصل الفيلم على متوسط درجة 44 من 100، بناءً على 17 مراجعة.

## روابط خارجية
- غير معروف  في قاعدة بيانات الأفلام على الإنترنت (بالإنجليزية)
- غير معروف على موقع أول موفي.
- غير معروف في روتن توميتوز.
- غير معروف في موقع بوكس أوفيس موجو.